# Sam Pollock Trophy
Die Sam Pollock Trophy ist eine Eishockeytrophäe der American Hockey League, die nach dem ehemaligen General Manager Sam Pollock benannt ist. Die Trophäe wird seit der Saison 2015/16 an den Gewinner der Central Division vergeben. Die Auszeichnung existiert seit der Saison 1995/96.

## Gewinner
| Jahr                     | Team                          |
| Central-Division-Sieger  | Central-Division-Sieger       |
| ------------------------ | ----------------------------- |
| 2024/25                  | Milwaukee Admirals            |
| 2023/24                  | Milwaukee Admirals            |
| 2022/23                  | Texas Stars                   |
| 2021/22                  | Chicago Wolves                |
| 2020/21                  | Chicago Wolves                |
| 2019/20                  | Milwaukee Admirals            |
| 2018/19                  | Chicago Wolves                |
| 2017/18                  | Chicago Wolves                |
| 2016/17                  | Chicago Wolves                |
| 2015/16                  | Milwaukee Admirals            |
| North-Division-Sieger    |                               |
| 2014/15                  | Utica Comets                  |
| 2013/14                  | Toronto Marlies               |
| 2012/13                  | Toronto Marlies               |
| 2011/12                  | Toronto Marlies               |
| 2010/11                  | Hamilton Bulldogs             |
| 2009/10                  | Hamilton Bulldogs             |
| 2008/09                  | Manitoba Moose                |
| 2007/08                  | Toronto Marlies               |
| 2006/07                  | Manitoba Moose                |
| 2005/06                  | Grand Rapids Griffins         |
| 2004/05                  | Rochester Americans           |
| 2003/04                  | Hamilton Bulldogs             |
| Canadian-Division-Sieger |                               |
| 2002/03                  | Hamilton Bulldogs             |
| 2001/02                  | Québec Citadelles             |
| 2000/01                  | Saint John Flames             |
| Atlantic-Division-Sieger |                               |
| 1999/00                  | Québec Citadelles             |
| 1998/99                  | Lowell Lock Monsters          |
| 1997/98                  | Saint John Flames             |
| Canadian-Division-Sieger |                               |
| 1996/97                  | St. John’s Maple Leafs        |
| Atlantic-Division-Sieger |                               |
| 1995/96                  | Prince Edward Island Senators |